# Cazalla de la Sierra
Cazalla de la Sierra – gmina w Hiszpanii, w prowincji Sewilla, w Andaluzji, o powierzchni 357,1 km². W 2011 roku gmina liczyła 5083 mieszkańców. Istnienie złóż górniczych sprzyjało sukcesywnemu osadnictwu.